# Mickey Rourke
Mickey Rourke, vlastním jménem Philip Andre Rourke, Jr. (* 16. září 1952 Schenectady New York) je americký herec, scenárista a bývalý profesionální boxer.
Stal se hereckou hvězdou 80. let, popularitu mu přinesl zejména snímek 9 a 1/2 týdne. Ve filmu se mu pak ale přestalo dařit, a tak se vrátil k boxu. Potýkal se však se zdravotními problémy, drogami a alkoholem. Nakonec se pokusil o sebevraždu.
Poté se začal léčit a vrátil se k herectví. Největší úspěch mu přinesl film Wrestler z roku 2008. Za ztvárnění hlavní role stárnoucího zápasníka získal řadu ocenění, mj. Zlatý glóbus a Cenu BAFTA, byl také nominován na Oscara.

## Filmografie
| Rok  | Název                                     | Role                                        | Režisér                         |
| ---- | ----------------------------------------- | ------------------------------------------- | ------------------------------- |
| 1979 | 1941                                      | Reese                                       | Steven Spielberg                |
| 1980 | Nebeská brána                             | Nick Ray                                    | Michael Cimino                  |
| 1980 | Fade to Black                             | Richie                                      | Vernon Zimmerman                |
| 1981 | Žár těla                                  | Teddy Lewis                                 | Lawrence Kasdan                 |
| 1982 | Bistro                                    | Robert 'Boogie' Sheftell                    | Barry Levinson                  |
| 1983 | Dravé ryby                                | kluk na motorce                             | Francis Ford Coppola            |
| 1984 | Papež z Greenwich Village                 | Charlie Moran                               | Stuart Rosenberg                |
| 1984 | Eureka                                    | Aurelio D'Amato                             | Nicolas Roeg                    |
| 1985 | Rok Draka                                 | kapitán Stanley White                       | Michael Cimino                  |
| 1986 | 9 a 1/2 týdne                             | John Gray                                   | Adrian Lyne                     |
| 1987 | Angel Heart                               | Harold R. "Harry" Angel                     | Alan Parker                     |
| 1987 | Štamgast                                  | Henry Chinaski                              | Barbet Schroeder                |
| 1987 | Modlitba za umírající                     | Martin Fallon                               | Mike Hodges                     |
| 1988 | Homeboy                                   | Johnny Walker                               | Michael Seresin                 |
| 1989 | Francesco                                 | Francesco                                   | Liliana Cavani                  |
| 1989 | Fešák Johnny                              | John Sedley/Johnny Handsome/Johnny Mitchell | Walter Hill                     |
| 1990 | Smyslná orchidej                          | James Wheeler                               | Zalman King                     |
| 1990 | Hodiny zoufalství                         | Michael Bosworth                            | Michael Cimino                  |
| 1991 | Harley Davidson a Marlboro Man            | Harley Davidson                             | Simon Wincer                    |
| 1992 | Bílé písky                                | Gorman Lennox                               | Roger Donaldson                 |
| 1994 | Trestanec F.T.W.                          | Frank T. Wells                              | Michael Karbelnikoff            |
| 1995 | Konec sezóny                              | Florence                                    | Paul W. Warner                  |
| 1996 | Střela                                    | Butch 'Bullet' Stein                        | Julien Temple                   |
| 1996 | Pokušení zabít                            | Ed Altman                                   | Yurek Bogayevicz                |
| 1997 | Double Team                               | Stavros                                     | Tsui Hark                       |
| 1997 | 9 a 1/2 týdne II                          | John Gray                                   | Anne Goursaud                   |
| 1997 | Vyvolávač deště                           | J. Lyman „Bruiser“ Stone                    | Francis Ford Coppola            |
| 1998 | Osudová sázka                             | The Bookie                                  | Vincent Gallo                   |
| 1998 | Černý čtvrtek                             | detektiv Kasarov                            | Skip Woods                      |
| 1998 | Bez návratu                               | Rudy Ray                                    | Matt Earl Beesley               |
| 1999 | Cousin Joey                               |                                             | Sante D'Orazio                  |
| 1999 | Shades                                    | Paul S. Sullivan                            | Erik Van Looy                   |
| 2000 | Věznice                                   | Jan                                         | Steve Buscemi                   |
| 2000 | Sejměte Cartera                           | Cyrus Paice                                 | Stephen Kay                     |
| 2001 | Přísaha                                   | Jim Olstad                                  | Sean Penn                       |
| 2001 | Švábi                                     | Tiny Frakes                                 | John Allardice                  |
| 2001 | The Hire: The Follow                      | manžel                                      | Kar Wai Wong                    |
| 2001 | Klářin portrét                            | Eddie                                       | Bruce McDonald                  |
| 2002 | Šňup                                      | kuchař                                      | Jonas Åkerlund                  |
| 2003 | Inkognito                                 | Edmund                                      | Larry Charles                   |
| 2003 | Tenkrát v Mexiku                          | Billy Chambers                              | Robert Rodriguez                |
| 2004 | Muž v ohni                                | Jordan Kalfus                               | Tony Scott                      |
| 2005 | Sin City – město hříchu                   | Marv                                        | Robert Rodriguez & Frank Miller |
| 2005 | Domino                                    | Ed Mosbey                                   | Tony Scott                      |
| 2006 | Stormbreaker                              | Darrius Sayle                               | Geoffrey Sax                    |
| 2008 | Wrestler                                  | Randy „The Ram“ Robinson                    | Darren Aronofsky                |
| 2009 | Smrtící úder                              | Armand „The Blackbird“ Degas                | John Madden                     |
| 2009 | Informátoři                               | Peter                                       | Gregor Jordan                   |
| 2010 | 13                                        | Jefferson                                   | Géla Babluani                   |
| 2010 | Iron Man 2                                | Ivan Vanko / Whiplash                       |                                 |
| 2010 | Expendables: Postradatelní                | Tool                                        | Sylvester Stallone              |
| 2010 | Krev na křídlech                          | Nate Granzini                               | Mitch Glazer                    |
| 2011 | Black Gold                                | Tom Hudson                                  | Jeta Amata                      |
| 2011 | Válka Bohů                                | král Hyperion                               | Tarsem Singh                    |
| 2012 | Kurýr z podsvětí                          | Maxwell                                     | Hany Abu-Assad                  |
| 2012 | Black November                            | Tom Hudson                                  | Jeta Amata                      |
| 2013 | Java Heat                                 | Malik                                       | Conor Allyn                     |
| 2013 | Řežba v Tombstone                         | Blacksmith                                  | Roel Reiné                      |
| 2013 | Generation Iron                           |                                             | Vlad Yudin                      |
| 2014 | Sin City: Ženská, pro kterou bych vraždil | Marv                                        | Robert Rodriguez & Frank Miller |
| 2015 | Ashby                                     | Ashby Holt                                  | Tony McNamara                   |
| 2015 | S kůží na trh                             | Vogal                                       | Ara Paiaya                      |
| 2015 | Válečná banda                             | major A.J. Redding                          | Ryan Little                     |
| 2015 | The Effects of Blunt Force Trauma         | Zorringer                                   | Ken Sanzel                      |
| 2016 | Perfektní voják                           | profesor Clarence Peterson                  | Timothy Woodward Jr.            |
| 2018 | Tiger                                     | Frank Donovan                               | Alister Grierson                |
| 2018 | Nightmare Cinema                          | projektant                                  |                                 |
| 2019 | Berlin, I Love You                        | Jim                                         | různí                           |